# Eleições estaduais em Pernambuco em 1978
As eleições estaduais em Pernambuco em 1978 aconteceram sob as regras do Ato Institucional Número Três e do Pacote de Abril: em 1º de setembro ocorreu a via indireta e nela a ARENA elegeu o governador Marco Maciel, o vice-governador Roberto Magalhães e o senador Aderbal Jurema. A fase seguinte sobreveio em 15 de novembro a exemplo dos outros estados brasileiros e nesse dia o partido governista elegeu o senador Nilo Coelho e obteve a maioria das cadeiras entre os 22 deputados federais e 46 estaduais que foram eleitos.
Nascido no Recife o governador Marco Maciel é advogado formado em 1963 pela Universidade Federal de Pernambuco e iniciou sua carreira política como presidente da União dos Estudantes de Pernambuco. Assessor do governador Paulo Guerra, ingressou na ARENA sendo eleito deputado estadual em 1966 e deputado federal em 1970 e 1974. Estava na presidência da Câmara dos Deputados por ocasião do Pacote de Abril  e foi escolhido para ocupar o Palácio do Campo das Princesas ao ser escolhido governador em 1978.
Advogado formado em 1957 pela Universidade Federal do Rio de Janeiro com Doutorado na Universidade Federal de Pernambuco, o professor Roberto Magalhães atuou no magistério do  ensino superior e assessorou governadores como Cid Sampaio e Eraldo Gueiros. Sua estreia na política ocorreu em 1978 ao eleger-se vice-governador pela ARENA.
Os novos senadores de Pernambuco têm origens no PSD ao qual aderiram no fim do Estado Novo. Aderbal Jurema é advogado formado em 1935 na Faculdade de Direito da Universidade Federal de Pernambuco e foi eleito deputado federal em 1958, 1962, 1966, 1970 e 1974. Quanto a Nilo Coelho o mesmo é formado em Medicina pela Universidade Federal da Bahia e foi eleito deputado estadual em 1947 e deputado federal em 1950, 1954, 1958 e 1962 sendo escolhido governador em 1966. Sua vitória sobre Jarbas Vasconcelos foi tão exígua que a oposição, representada pelo senador Marcos Freire, suscitou acusações de fraude.

## Resultado da eleição para governador
O Colégio Eleitoral de Pernambuco era composto por 378 membros sendo dominado pela ARENA e houve 35 abstenções dentre os aptos a votar.
| Candidatos a governador do estado | Candidatos a vice-governador | Número | Coligação             | Votação | Percentual |
| --------------------------------- | ---------------------------- | ------ | --------------------- | ------- | ---------- |
| Marco Maciel ARENA                | Roberto Magalhães ARENA      | -      | ARENA (sem coligação) | 343     | 100%       |

## Resultado da eleição para senador

### Mandato biônico de oito anos
Conforme o Colégio Eleitoral.
| Candidatos a senador da República | Candidatos a suplente de senador         | Número | Coligação             | Votação | Percentual |
| --------------------------------- | ---------------------------------------- | ------ | --------------------- | ------- | ---------- |
| Aderbal Jurema ARENA              | Rubens Costa ARENA Urbano Carvalho ARENA | -      | ARENA (sem coligação) | 343     | 100%       |
| Fontes:                           |                                          |        |                       |         |            |

### Mandato direto de oito anos
Segundo o Tribunal Superior Eleitoral houve 1.348.089 votos nominais (88,33%), 76.993 votos em branco (5,04%) e 101.144 votos nulos (6,63%) resultando no comparecimento de 1.526.226 eleitores.
| Candidatos a senador da República | Candidatos a suplente de senador          | Número | Coligação               | Votação | Percentual |
| --------------------------------- | ----------------------------------------- | ------ | ----------------------- | ------- | ---------- |
| Jarbas Vasconcelos MDB            | João Lyra Filho MDB Ênio de Sá Leitão MDB | -      | MDB (sem coligação)     | 654.592 | 48,56%     |
| Nilo Coelho ARENA                 | Marcos Vilaça ARENA                       | -      | ARENA (sublegenda um)   | 367.720 | 27,28%     |
| Cid Sampaio ARENA                 | João Monteiro Filho ARENA                 | -      | ARENA (sublegenda dois) | 325.777 | 24,16%     |
| Fontes:                           |                                           |        |                         |         |            |

## Deputados federais eleitos
São relacionados os candidatos eleitos com informações complementares da Câmara dos Deputados.

Representação eleita
  ARENA: 14
  MDB: 8

| Deputados federais eleitos | Partido | Votação | Percentual | Cidade onde nasceu | Unidade federativa |
| Fernando Lyra              | MDB     | 64.368  |            | Recife             | Pernambuco         |
| Thales Ramalho             | MDB     | 53.314  |            | João Pessoa        | Paraíba            |
| Fernando Coelho            | MDB     | 52.054  |            | Campina Grande     | Paraíba            |
| Sérgio Murilo              | MDB     | 51.925  |            | Carpina            | Pernambuco         |
| Roberto Freire             | MDB     | 47.024  |            | Recife             | Pernambuco         |
| Osvaldo Coelho             | ARENA   | 46.544  |            | Juazeiro           | Bahia              |
| Inocêncio Oliveira         | ARENA   | 46.515  |            | Serra Talhada      | Pernambuco         |
| Nilson Gibson              | ARENA   | 43.123  |            | Recife             | Pernambuco         |
| Pedro Corrêa               | ARENA   | 40.598  |            | Rio de Janeiro     | Rio de Janeiro     |
| Airon Rios                 | ARENA   | 39.548  |            | Recife             | Pernambuco         |
| Joaquim Guerra             | ARENA   | 39.405  |            | Recife             | Pernambuco         |
| Ricardo Fiúza              | ARENA   | 37.255  |            | Fortaleza          | Ceará              |
| Carlos Wilson              | ARENA   | 37.163  |            | Recife             | Pernambuco         |
| Josias Leite               | ARENA   | 34.540  |            | São José do Egito  | Pernambuco         |
| Geraldo Guedes             | ARENA   | 33.835  |            | Caruaru            | Pernambuco         |
| Gonzaga Vasconcelos        | ARENA   | 33.764  |            | Surubim            | Pernambuco         |
| Marcus Cunha               | MDB     | 33.099  |            | Bezerros           | Pernambuco         |
| Joaquim Coutinho           | ARENA   | 32.650  |            | Nazaré da Mata     | Pernambuco         |
| João Carlos de Carli       | ARENA   | 31.423  |            | Rio de Janeiro     | Rio de Janeiro     |
| Augusto Lucena             | ARENA   | 31.182  |            | Guarabira          | Paraíba            |
| José Carlos Vasconcelos    | MDB     | 23.752  |            | Recife             | Pernambuco         |
| Cristina Tavares           | MDB     | 22.519  |            | Garanhuns          | Pernambuco         |

## Deputados estaduais eleitos
Das quarenta e seis cadeiras da Assembleia Legislativa de Pernambuco a ARENA levou trinta e o MDB dezesseis.

Representação eleita
  ARENA: 30
  MDB: 16

Fonteː
| Deputados estaduais eleitos              | Partido | Votação | Percentual | Cidade onde nasceu      | Unidade federativa |
| Felipe Coelho                            | ARENA   | 31.684  |            | Ouricuri                | Pernambuco         |
| José Tinoco                              | ARENA   | 26.586  |            | Recife                  | Pernambuco         |
| Luis Heráclio do Rêgo Sobrinho           | ARENA   | 25.002  |            | Palmares                | Pernambuco         |
| Oswaldo Rabêlo                           | ARENA   | 23.950  |            | Goiana                  | Pernambuco         |
| Antônio Airton Benjamin                  | ARENA   | 23.352  |            | Olinda                  | Pernambuco         |
| Argemiro Menezes                         | ARENA   | 22.840  |            | Serra Talhada           | Pernambuco         |
| Abelardo Ribeiro Godoy                   | ARENA   | 21.874  |            | Bonito                  | Pernambuco         |
| Maviael Cavalcanti                       | ARENA   | 21.871  |            | Macaparana              | Pernambuco         |
| Adalberto Farias Cabral                  | ARENA   | 21.822  |            | Surubim                 | Pernambuco         |
| Francisco Cintra Galvão                  | ARENA   | 21.502  |            | Belo Jardim             | Pernambuco         |
| José Muniz Ramos                         | ARENA   | 21.232  |            | Araripina               | Pernambuco         |
| Honório de Queiroz Rocha                 | ARENA   | 20.535  |            | Ipojuca                 | Pernambuco         |
| Gilvan Caldas de Sá Barreto              | MDB     | 18.897  |            | Nazaré da Mata          | Pernambuco         |
| Newton D'Emery Carneiro                  | MDB     | 17.930  |            | Palmares                | Pernambuco         |
| João Ferreira Lima Filho                 | MDB     | 17.736  |            | Aliança                 | Pernambuco         |
| Antônio Corrêa de Oliveira Andrade Filho | ARENA   | 17.262  |            | Goiana                  | Pernambuco         |
| José Antônio Liberato                    | ARENA   | 16.921  |            | Caruaru                 | Pernambuco         |
| Barreto Guimarães                        | ARENA   | 16.687  |            | Olinda                  | Pernambuco         |
| Paulo Lucena de Mendonça                 | ARENA   | 16.584  |            | Recife                  | Pernambuco         |
| Sérgio Longman                           | MDB     | 16.206  |            | Recife                  | Pernambuco         |
| Mário de Melo                            | MDB     | 15.839  |            | Recife                  | Pernambuco         |
| Harlan Gadelha                           | MDB     | 15.266  |            | Goiana                  | Pernambuco         |
| Paulo Roberto de Andrade Lima            | MDB     | 15.180  |            | Arcoverde               | Pernambuco         |
| José Geraldo da Mota Barbosa             | ARENA   | 14.991  |            | Surubim                 | Pernambuco         |
| Severino de Almeida Filho                | ARENA   | 14.796  |            | Ouricuri                | Pernambuco         |
| Carlos Elísio Caribé                     | ARENA   | 14.411  |            | Belém do São Francisco  | Pernambuco         |
| Vital Novaes                             | ARENA   | 14.234  |            | Tupanatinga             | Pernambuco         |
| Edgard Lins Cavalcanti                   | ARENA   | 13.774  |            | Glória do Goitá         | Pernambuco         |
| José Queiroz de Lima                     | MDB     | 13.677  |            | Caruaru                 | Pernambuco         |
| Severino Cavalcanti                      | ARENA   | 13.366  |            | João Alfredo            | Pernambuco         |
| Severino Otávio Raposo Monteiro          | ARENA   | 13.340  |            | Bezerros                | Pernambuco         |
| Roosevelt Gonçalves de Lima              | ARENA   | 13.255  |            | Limoeiro                | Pernambuco         |
| Nivaldo Machado                          | ARENA   | 13.106  |            | Olinda                  | Pernambuco         |
| José Aglailson Queralvares               | ARENA   | 12.994  |            | Vitória de Santo Antão  | Pernambuco         |
| Alcir Marreiros Teixeira                 | MDB     | 12.625  |            | Recife                  | Pernambuco         |
| Manoel Marcos Chagas Aroucha Filho       | ARENA   | 12.223  |            | Surubim                 | Pernambuco         |
| Carlos Moura de Moraes Veras             | ARENA   | 11.918  |            | Paulista                | Pernambuco         |
| Henrique José Queiroz Costa              | ARENA   | 11.835  |            | Recife                  | Pernambuco         |
| Carlos Porto de Barros                   | ARENA   | 11.812  |            | Canhotinho              | Pernambuco         |
| Moacyr André Gomes                       | MDB     | 10.608  |            | Recife                  | Pernambuco         |
| Hugo Martins Gomes                       | MDB     | 10.491  |            | Cabo de Santo Agostinho | Pernambuco         |
| José Augusto Ferrer de Moraes            | MDB     | 10.259  |            | Vitória de Santo Antão  | Pernambuco         |
| José de Assis Pedrosa                    | MDB     | 10.155  |            | Limoeiro                | Pernambuco         |
| José Emídio Fernandes                    | MDB     | 9.748   |            | Pesqueira               | Pernambuco         |
| Eduardo Chaves Pandolfi                  | MDB     | 9.731   |            | Gravatá                 | Pernambuco         |
| Mansueto de Lavor                        | MDB     | 9.582   |            | Barbalha                | Ceará              |